# Łosiniany
Łosiniany [pronunciación en polaco: /wɔɕiˈɲanɨ/] es un pueblo ubicado en el distrito administrativo de la gmina Krynki, dentro del distrito de Sokółka, voivodato de Podlaquia, en el norte de Polonia oriental, cercano a la frontera con Bielorrusia. Se encuentra aproximadamente a 10 kilómetros al sureste de Krynki, a 33 kilómetros al sureste de Sokółka, y a 48 kilómetros al este de la capital regional Białystok.